# Micreumenes nigrorufus
Micreumenes nigrorufus är en stekelart som beskrevs av Giordani Soika 1989. Micreumenes nigrorufus ingår i släktet Micreumenes och familjen Eumenidae. Inga underarter finns listade i Catalogue of Life.